# 7 août aux Jeux olympiques d'été de 2012
Le mardi 7 août aux Jeux olympiques d'été de 2012 est le quatorzième jour de compétition.

## Programme
| Heure UTC+1 (Londres)                         |               |
| bleu                                          | Cérémonie     |
| neutre                                        | Épreuve       |
| or                                            | Finale        |
| orange                                        | Petite finale |
| rose                                          | Reporté       |
| gris                                          | Annulé        |
| Compétition masculine                         | Hommes        |
| Compétition féminine                          | Femmes        |
| Compétition mixte (hommes et femmes mélangés) | Mixte         |
| Compétition en couple (1 homme et 1 femme)    | Couple        |
| modifier                                      |               |

| Horaire  | Discipline Spécialité | Discipline Spécialité                                  | Discipline Spécialité                         | Phase                         | Résultats                                                                                                   | Références |
| -------- | --------------------- | ------------------------------------------------------ | --------------------------------------------- | ----------------------------- | --- | ---------- |
| 8 h 30   |                       | Hockey sur gazon Tournoi masculin                      | Compétition hommes                            | Phase de poule Groupe B       | Corée du Sud 2 - 4 Pays-Bas                                                                                 | [ 1 ]      |
| 9 h 30   |                       | Canoë-kayak en eau calme K4 1000 mètres                | Compétition hommes                            | Éliminatoires                 | - | -          |
| 9 h 46   |                       | Canoë-kayak en eau calme C2 1000 mètres                | Compétition hommes                            | Éliminatoires                 | - | -          |
| 10 h 00  |                       | Athlétisme Lancer du javelot                           | Compétition femmes                            | Qualification                 | - | -          |
| 10 h 00  |                       | Cyclisme sur piste Keirin                              | Compétition hommes                            | 1er tour                      | - | -          |
| 10 h 00  |                       | Équitation Saut d'obstacles individuel                 | Compétition mixte (hommes et femmes ensemble) | Grand-Prix - Spéciale         | - | -          |
| 10 h 00  |                       | Équitation Dressage par équipes, Grand-Prix - Spéciale | Compétition mixte (hommes et femmes ensemble) | Finale                        | Grande-Bretagne · Allemagne · Pays-Bas                                                                      | [ 2 ]      |
| 10 h 00  |                       | Handball Tournoi féminin                               | Compétition femmes                            | Quart de finale               | Brésil 19 - 21 Norvège                                                                                      | [ 3 ]      |
| 10 h 00  |                       | Plongeon Tremplin à 3 mètres                           | Compétition hommes                            | Demi-finale                   | - | -          |
| 10 h 07  |                       | Canoë-kayak en eau calme K1 500 mètres                 | Compétition femmes                            | Éliminatoires                 | - | -          |
| 10 h 10  |                       | Athlétisme 110 m haies                                 | Compétition hommes                            | 1er tour                      | - | -          |
| 10 h 19  |                       | Cyclisme sur piste Omnium                              | Compétition femmes                            | Poursuite individuelle (3 km) | - | -          |
| 10 h 35  |                       | Canoë-kayak en eau calme K2 500 mètres                 | Compétition femmes                            | Éliminatoires                 | - | -          |
| 10 h 45  |                       | Athlétisme Triple saut                                 | Compétition hommes                            | Qualification                 | - | -          |
| 10 h 45  |                       | Hockey sur gazon Tournoi masculin                      | Compétition hommes                            | Phase de poule Groupe A       | Australie 7 - 0 Pakistan                                                                                    | [ 4 ]      |
| 10 h 55  |                       | Athlétisme 5000 m                                      | Compétition femmes                            | 1er tour                      | - | -          |
| 11 h 00  |                       | Tennis de table Par équipes                            | Compétition femmes                            | Petite finale                 | Corée du Sud 0 - 3 Singapour                                                                                | [ 5 ]      |
| 11 h 01  |                       | Canoë-kayak en eau calme K4 1000 mètres                | Compétition hommes                            | Demi-finales                  | - | -          |
| 11 h 09  |                       | Canoë-kayak en eau calme C2 1000 mètres                | Compétition hommes                            | Demi-finales                  | - | -          |
| 11 h 19  |                       | Cyclisme sur piste Keirin                              | Compétition hommes                            | 1er tour Repêchage            | - | -          |
| 11 h 30  |                       | Canoë-kayak en eau calme K1 500 mètres                 | Compétition femmes                            | Demi-finales                  | - | -          |
| 11 h 30  |                       | Triathlon Individuel                                   | Compétition hommes                            | Finale                        | Alistair Brownlee (GBR) · Javier Gómez (ESP) · Jonathan Brownlee (GBR)                                      | [ 6 ]      |
| 11 h 50  |                       | Athlétisme 200 m                                       | Compétition hommes                            | 1er tour                      | - | -          |
| 11 h 51  |                       | Canoë-kayak en eau calme K2 500 mètres                 | Compétition femmes                            | Demi-finales                  | - | -          |
| 12 h 00  |                       | Voile 470                                              | Compétition hommes                            | Course 9                      | - | -          |
| 12 h 05  |                       | Voile 470                                              | Compétition femmes                            | Course 7                      | - | -          |
| 13 h 00* |                       | Lutte Gréco-romaine, Moins de 66 kg                    | Compétition hommes                            | Qualification                 | - | -          |
| 13 h 00* |                       | Lutte Gréco-romaine, Moins de 96 kg                    | Compétition hommes                            | Qualification                 | - | -          |
| 13 h 00  |                       | Voile RS:X                                             | Compétition hommes                            | Course médailles              | Dorian van Rijsselberghe (NED) · Nick Dempsey (GBR) · Przemysław Miarczyński (POL)                          | [ 7 ]      |
| 13 h 00  |                       | Volley-ball Tournoi féminin                            | Compétition femmes                            | Quart de finale               | Japon 3 - 2 Chine                                                                                           | [ 8 ]      |
| 13 h 15* |                       | Voile 470                                              | Compétition hommes                            | Course 10                     | - | -          |
| 13 h 20* |                       | Voile 470                                              | Compétition femmes                            | Course 8                      | - | -          |
| 13 h 30  |                       | Handball Tournoi féminin                               | Compétition femmes                            | Quart de finale               | Espagne 25 - 22 Croatie                                                                                     | [ 9 ]      |
| 13 h 30* |                       | Lutte Gréco-romaine, Moins de 66 kg                    | Compétition hommes                            | 8e de finale                  | - | -          |
| 13 h 30* |                       | Lutte Gréco-romaine, Moins de 96 kg                    | Compétition hommes                            | 8e de finale                  | - | -          |
| 13 h 45  |                       | Hockey sur gazon Tournoi masculin                      | Compétition hommes                            | Phase de poule Groupe A       | Argentine 6 - 3 Afrique du Sud                                                                              | [ 10 ]     |
| 14 h 00  |                       | Basket-ball Tournoi féminin                            | Compétition femmes                            | Quart de finale               | États-Unis 91 - 48 Canada                                                                                   | [ 11 ]     |
| 14 h 00  |                       | Gymnastique artistique Barres parallèles               | Compétition hommes                            | Finale                        | Feng Zhe (CHN) · Marcel Nguyen (GER) · Hamilton Sabot (FRA)                                                 | [ 12 ]     |
| 14 h 00  |                       | Voile RS:X                                             | Compétition femmes                            | Course médailles              | Marina Alabau (ESP) · Tuuli Petäjä (FIN) · Zofia Klepacka (POL)                                             | [ 13 ]     |
| 14 h 10  |                       | Water-polo Tournoi féminin                             | Compétition femmes                            | Placement 5e à 8e places      | Italie 10 - 14 Chine                                                                                        | [ 14 ]     |
| 14 h 30* |                       | Lutte Gréco-romaine, Moins de 66 kg                    | Compétition hommes                            | Quarts de finale              | - | -          |
| 14 h 30* |                       | Lutte Gréco-romaine, Moins de 96 kg                    | Compétition hommes                            | Quarts de finale              | - | -          |
| 14 h 47  |                       | Gymnastique artistique Poutre                          | Compétition femmes                            | Finale                        | Deng Linlin (CHN) · Sui Lu (CHN) · Aly Raisman (USA)                                                        | [ 15 ]     |
| 15 h 00* |                       | Lutte Gréco-romaine, Moins de 66 kg                    | Compétition hommes                            | Demi-finales                  | - | -          |
| 15 h 00* |                       | Lutte Gréco-romaine, Moins de 96 kg                    | Compétition hommes                            | Demi-finales                  | - | -          |
| 15 h 00  |                       | Natation synchronisée Duo                              | Compétition femmes                            | Finale                        | Russie · Espagne · Chine                                                                                    | [ 16 ]     |
| 15 h 00  |                       | Volley-ball Tournoi féminin                            | Compétition femmes                            | Quart de finale               | Russie 2 - 3 Brésil                                                                                         | [ 17 ]     |
| 15 h 00* |                       | Voile Elliott 6m                                       | Compétition femmes                            | Quart de finale 1             | - | -          |
| 15 h 05* |                       | Voile Elliott 6m                                       | Compétition femmes                            | Quart de finale 2             | - | -          |
| 15 h 30  |                       | Haltérophilie + de 105 kg, Groupe B                    | Compétition hommes                            | Compétition                   | - | -          |
| 15 h 30  |                       | Tennis de table Par équipes                            | Compétition femmes                            | Finale                        | Chine 3 - 0 Japon                                                                                           | [ 18 ]     |
| 15 h 30* |                       | Voile Elliott 6m                                       | Compétition femmes                            | Quart de finale 3             | - | -          |
| 15 h 30  |                       | Water-polo Tournoi féminin                             | Compétition femmes                            | Demi-finales                  | États-Unis (AP) 11 - 9 Australie                                                                            | [ 19 ]     |
| 15 h 35* |                       | Voile Elliott 6m                                       | Compétition femmes                            | Quart de finale 4             | - | -          |
| 15 h 37  |                       | Gymnastique artistique Barre fixe                      | Compétition hommes                            | Finale                        | Epke Zonderland (NED) · Fabian Hambüchen (GER) · Zou Kai (CHN)                                              | [ 20 ]     |
| 16 h 00  |                       | Cyclisme sur piste Vitesse                             | Compétition femmes                            | Demi-finales                  | - | -          |
| 16 h 00  |                       | Hockey sur gazon Tournoi masculin                      | Compétition hommes                            | Phase de poule Groupe B       | Inde 0 - 3 Belgique                                                                                         | [ 21 ]     |
| 16 h 07  |                       | Cyclisme sur piste Omnium                              | Compétition femmes                            | Scratch (10 km)               | - | -          |
| 16 h 15  |                       | Basket-ball Tournoi féminin                            | Compétition femmes                            | Quart de finale               | Australie 75 - 60 Chine                                                                                     | [ 22 ]     |
| 16 h 23  |                       | Gymnastique artistique Sol                             | Compétition femmes                            | Finale                        | Aly Raisman (USA) · Cătălina Ponor (ROU) · Aliya Mustafina (RUS)                                            | [ 23 ]     |
| 16 h 34  |                       | Cyclisme sur piste Keirin                              | Compétition hommes                            | 2e tour                       | - | -          |
| 16 h 53  |                       | Cyclisme sur piste Omnium, Contre-la-montre (500 m)    | Compétition femmes                            | Finale                        | Laura Trott (GBR) · Sarah Hammer (USA) · Annette Edmondson (AUS)                                            | [ 24 ]     |
| 17 h 00  |                       | Football Tournoi masculin                              | Compétition hommes                            | Demi-finale                   | Mexique 3 - 1 Japon                                                                                         | [ 25 ]     |
| 17 h 00  |                       | Handball Tournoi féminin                               | Compétition femmes                            | Quart de finale               | Russie 23 - 24 Corée du Sud                                                                                 | [ 26 ]     |
| 17 h 26  |                       | Cyclisme sur piste Vitesse                             | Compétition femmes                            | Finale                        | Anna Meares (AUS) · Victoria Pendleton (GBR) · Guo Shuang                                                   | [ 27 ]     |
| 17 h 57  |                       | Cyclisme sur piste Keirin                              | Compétition hommes                            | Finales                       | Chris Hoy (GBR) · Maximilian Levy (GER) · Teun Mulder (NED) et Simon van Velthooven (NZL)                   | [ 28 ]     |
| 18 h 00  |                       | Beach-volley Tournoi féminin                           | Compétition femmes                            | Demi-finales                  | - | -          |
| 18 h 20  |                       | Water-polo Tournoi féminin                             | Compétition femmes                            | Placement 5e à 8e places      | Russie 11 - 9 Grande-Bretagne                                                                               | [ 29 ]     |
| 18 h 45  |                       | Lutte Gréco-romaine, Moins de 66 kg                    | Compétition hommes                            | Petite finale                 | Frank Stäbler (GER) 1 - 3PP Manuchar Tskhadaia (GEO)                                                        | [ 30 ]     |
| 18 h 54  |                       | Lutte Gréco-romaine, Moins de 66 kg                    | Compétition hommes                            | Petite finale                 | Pedro Mulens (CUB) 1 - 3PO Steeve Guénot (FRA)                                                              | [ 31 ]     |
| 19 h 00  |                       | Athlétisme Saut en hauteur                             | Compétition hommes                            | Finale                        | Ivan Ukhov (RUS) · Erik Kynard (USA) · Mutaz Essa Barshim (QAT), Derek Drouin (CAN) et Robert Grabarz (GBR) | [ 32 ]     |
| 19 h 00  |                       | Beach-volley Tournoi masculin                          | Compétition hommes                            | Demi-finales                  | - | -          |
| 19 h 00  |                       | Haltérophilie + de 105 kg, Groupe A                    | Compétition hommes                            | Finale                        | Behdad Salimi (IRI) · Sajjad Anoushiravani (IRI) · Ruslan Albegov (RUS)                                     | [ 33 ]     |
| 19 h 00  |                       | Hockey sur gazon Tournoi masculin                      | Compétition hommes                            | Phase de poule Groupe A       | Espagne 1 - 1 Grande-Bretagne                                                                               | [ 34 ]     |
| 19 h 00  |                       | Plongeon Tremplin à 3 mètres                           | Compétition hommes                            | Finale                        | Ilia Zakharov (RUS) · Qin Kai (CHN) · He Chong (CHN)                                                        | [ 35 ]     |
| 19 h 00  |                       | Volley-ball Tournoi féminin                            | Compétition femmes                            | Quart de finale               | États-Unis 3 - 0 République dominicaine                                                                     | [ 36 ]     |
| 19 h 03  |                       | Lutte Gréco-romaine, Moins de 66 kg                    | Compétition hommes                            | Finale                        | Tamás Lőrincz (HUN) 0 - 3PO Kim Hyeon-Woo (KOR)                                                             | [ 37 ]     |
| 19 h 05  |                       | Athlétisme Saut en longueur                            | Compétition femmes                            | Qualification                 | - | -          |
| 19 h 15  |                       | Athlétisme 100 m haies                                 | Compétition femmes                            | Demi-finale                   | - | -          |
| 19 h 30  |                       | Lutte Gréco-romaine, Moins de 96 kg                    | Compétition hommes                            | Petite finale 1               | Artur Aleksanyan (ARM) 3PO - 0 Yunior Estrada (CUB)                                                         | [ 38 ]     |
| 19 h 39  |                       | Lutte Gréco-romaine, Moins de 96 kg                    | Compétition hommes                            | Petite finale 2               | Jimmy Lidberg (SWE)' 3PP - 1 Tsimafei Dzeinichenka (BLR)                                                    | [ 39 ]     |
| 19 h 40  |                       | Water-polo Tournoi féminin                             | Compétition femmes                            | Demi-finale                   | Hongrie 9 - 10 Espagne                                                                                      | [ 40 ]     |
| 19 h 45  |                       | Athlétisme Lancer du disque                            | Compétition hommes                            | Finale                        | Robert Harting (GER) · Ehsan Hadadi (IRI) · Gerd Kanter (EST)                                               | [ 41 ]     |
| 19 h 45  |                       | Football Tournoi masculin                              | Compétition hommes                            | Demi-finale                   | Corée du sud 0 - 3 Brésil                                                                                   | [ 42 ]     |
| 19 h 48  |                       | Lutte Gréco-romaine, Moins de 96 kg                    | Compétition hommes                            | Finale                        | Ghasem Rezaei (IRI) 3PO - 0 Rustam Totrov (RUS)                                                             | [ 43 ]     |
| 19 h 55  |                       | Athlétisme 800 m                                       | Compétition hommes                            | Demi-finales                  | - | -          |
| 20 h 00  |                       | Basket-ball Tournoi féminin                            | Compétition femmes                            | Quart de finale               | Turquie 63 - 66 Russie                                                                                      | [ 44 ]     |
| 20 h 25  |                       | Athlétisme 200 m                                       | Compétition femmes                            | Demi-finales                  | - | -          |
| 20 h 30* |                       | Boxe Poids mouches (-52 kg)                            | Compétition hommes                            | Quarts de finale              | - | -          |
| 20 h 30  |                       | Handball Tournoi féminin                               | Compétition femmes                            | Quart de finale               | France 22 - 23 Monténégro                                                                                   | [ 45 ]     |
| 21 h 00  |                       | Athlétisme 100 m haies                                 | Compétition femmes                            | Finale                        | Sally Pearson (AUS) · Dawn Harper (USA) · Kellie Wells (USA)                                                | [ 46 ]     |
| 21 h 00  |                       | Volley-ball Tournoi féminin                            | Compétition femmes                            | Quart de finale               | Italie 1 - 3 Corée du Sud                                                                                   | [ 47 ]     |
| 21 h 15  |                       | Athlétisme 1500 m                                      | Compétition hommes                            | Finale                        | Taoufik Makhloufi (ALG) · Leonel Manzano (USA) · Abdalaati Iguider (MAR)                                    | [ 48 ]     |
| 21 h 15  |                       | Hockey sur gazon Tournoi masculin                      | Compétition hommes                            | Phase de poule Groupe B       | Allemagne 5 - 5 Nouvelle-Zélande                                                                            | [ 49 ]     |
| 21 h 30* |                       | Boxe Poids welters (-69 kg)                            | Compétition hommes                            | Quarts de finale              | - | -          |
| 22 h 00  |                       | Beach-volley Tournoi féminin                           | Compétition femmes                            | Demi-finales                  | - | -          |
| 22 h 15  |                       | Basket-ball Tournoi féminin                            | Compétition femmes                            | Quart de finale               | France 71 - 68 République tchèque                                                                           | [ 50 ]     |
| 23 h 00  |                       | Beach-volley Tournoi masculin                          | Compétition hommes                            | Demi-finales                  | - | -          |

* Date du début estimée

## Tableaux des médailles
- Pays organisateur ( Royaume-Uni)

| Rang  | Nation           | Or | Argent | Bronze | Total |
| ----- | ---------------- | -- | ------ | ------ | ----- |
| 1     | Grande-Bretagne  | 4  | 2      | 2      | 8     |
| 2     | Chine            | 3  | 2      | 4      | 9     |
| 3     | Russie           | 3  | 1      | 2      | 6     |
| 4     | Iran             | 2  | 2      | 0      | 4     |
| 5     | Pays-Bas         | 2  | 0      | 2      | 4     |
| 6     | Australie        | 2  | 0      | 1      | 3     |
| 7     | États-Unis       | 1  | 4      | 2      | 7     |
| 8     | Allemagne        | 1  | 4      | 0      | 5     |
| 9     | Espagne          | 1  | 2      | 0      | 3     |
| 10    | Algérie          | 1  | 0      | 0      | 1     |
| 10    | Corée du Sud     | 1  | 0      | 0      | 1     |
| 12    | Finlande         | 0  | 1      | 0      | 0     |
| 12    | Hongrie          | 0  | 1      | 0      | 0     |
| 12    | Japon            | 0  | 1      | 0      | 0     |
| 12    | Roumanie         | 0  | 1      | 0      | 0     |
| 16    | France           | 0  | 0      | 2      | 2     |
| 16    | Pologne          | 0  | 0      | 2      | 2     |
| 18    | Arménie          | 0  | 0      | 1      | 1     |
| 18    | Canada           | 0  | 0      | 1      | 1     |
| 18    | Estonie          | 0  | 0      | 1      | 1     |
| 18    | Géorgie          | 0  | 0      | 1      | 1     |
| 18    | Maroc            | 0  | 0      | 1      | 1     |
| 18    | Nouvelle-Zélande | 0  | 0      | 1      | 1     |
| 18    | Qatar            | 0  | 0      | 1      | 1     |
| 18    | Singapour        | 0  | 0      | 1      | 1     |
| 18    | Suède            | 0  | 0      | 1      | 1     |
| Total | Total            | 21 | 21     | 26     | 68    |

| Rang  | Nation                 | Or  | Argent | Bronze | Total |
| ----- | ---------------------- | --- | ------ | ------ | ----- |
| 1     | Chine                  | 34  | 21     | 18     | 73    |
| 2     | États-Unis             | 30  | 19     | 21     | 70    |
| 3     | Grande-Bretagne        | 22  | 13     | 13     | 48    |
| 4     | Corée du Sud           | 12  | 5      | 6      | 23    |
| 5     | Russie                 | 10  | 18     | 20     | 48    |
| 6     | France                 | 8   | 9      | 11     | 28    |
| 7     | Italie                 | 7   | 6      | 4      | 17    |
| 8     | Allemagne              | 6   | 14     | 7      | 27    |
| 9     | Kazakhstan             | 6   | 0      | 1      | 7     |
| 10    | Pays-Bas               | 5   | 3      | 6      | 14    |
| 11    | Australie              | 4   | 12     | 9      | 25    |
| 12    | Iran                   | 4   | 3      | 1      | 8     |
| 13    | Hongrie                | 4   | 2      | 3      | 9     |
| 14    | Corée du Nord          | 4   | 0      | 1      | 5     |
| 15    | Cuba                   | 3   | 3      | 1      | 7     |
| 16    | Biélorussie            | 3   | 2      | 3      | 8     |
| 17    | Nouvelle-Zélande       | 3   | 1      | 5      | 9     |
| 18    | Afrique du Sud         | 3   | 1      | 0      | 4     |
| 19    | Ukraine                | 3   | 0      | 6      | 9     |
| 20    | Japon                  | 2   | 13     | 14     | 29    |
| 21    | Roumanie               | 2   | 5      | 2      | 9     |
| 22    | Danemark               | 2   | 4      | 2      | 8     |
| 23    | Brésil                 | 2   | 1      | 5      | 8     |
| 23    | Pologne                | 2   | 1      | 5      | 8     |
| 25    | Jamaïque               | 2   | 1      | 1      | 4     |
| 26    | Croatie                | 2   | 1      | 0      | 3     |
| 27    | Éthiopie               | 2   | 0      | 2      | 4     |
| 28    | Espagne                | 1   | 4      | 1      | 6     |
| 29    | Canada                 | 1   | 3      | 7      | 11    |
| 30    | Suède                  | 1   | 3      | 3      | 7     |
| 31    | République tchèque     | 1   | 3      | 1      | 5     |
| 32    | Kenya                  | 1   | 2      | 2      | 5     |
| 33    | Slovénie               | 1   | 1      | 2      | 4     |
| 34    | Géorgie                | 1   | 1      | 1      | 3     |
| 35    | République dominicaine | 1   | 1      | 0      | 2     |
| 35    | Suisse                 | 1   | 1      | 0      | 2     |
| 37    | Lituanie               | 1   | 0      | 1      | 2     |
| 38    | Algérie                | 1   | 0      | 0      | 1     |
| 38    | Grenade                | 1   | 0      | 0      | 1     |
| 38    | Venezuela              | 1   | 0      | 0      | 1     |
| 41    | Mexique                | 0   | 3      | 2      | 5     |
| 42    | Colombie               | 0   | 3      | 1      | 4     |
| 43    | Égypte                 | 0   | 2      | 0      | 2     |
| 44    | Slovaquie              | 0   | 1      | 3      | 4     |
| 45    | Arménie                | 0   | 1      | 2      | 3     |
| 45    | Azerbaïdjan            | 0   | 1      | 2      | 3     |
| 45    | Belgique               | 0   | 1      | 2      | 3     |
| 45    | Inde                   | 0   | 1      | 2      | 3     |
| 49    | Estonie                | 0   | 1      | 1      | 2     |
| 49    | Indonésie              | 0   | 1      | 1      | 2     |
| 49    | Mongolie               | 0   | 1      | 1      | 2     |
| 49    | Norvège                | 0   | 1      | 1      | 2     |
| 49    | Serbie                 | 0   | 1      | 1      | 2     |
| 49    | Tunisie                | 0   | 1      | 1      | 2     |
| 55    | Chypre                 | 0   | 1      | 0      | 1     |
| 55    | Finlande               | 0   | 1      | 0      | 1     |
| 55    | Guatemala              | 0   | 1      | 0      | 1     |
| 55    | Malaisie               | 0   | 1      | 0      | 1     |
| 55    | Thaïlande              | 0   | 1      | 0      | 1     |
| 55    | Taipei chinois         | 0   | 1      | 0      | 1     |
| 61    | Grèce                  | 0   | 0      | 2      | 2     |
| 61    | Moldavie               | 0   | 0      | 2      | 2     |
| 61    | Qatar                  | 0   | 0      | 2      | 2     |
| 61    | Singapour              | 0   | 0      | 2      | 2     |
| 65    | Argentine              | 0   | 0      | 1      | 1     |
| 65    | Hong Kong              | 0   | 0      | 1      | 1     |
| 65    | Arabie saoudite        | 0   | 0      | 1      | 1     |
| 65    | Koweït                 | 0   | 0      | 1      | 1     |
| 65    | Maroc                  | 0   | 0      | 1      | 1     |
| 65    | Porto Rico             | 0   | 0      | 1      | 1     |
| 65    | Trinité-et-Tobago      | 0   | 0      | 1      | 1     |
| 65    | Turquie                | 0   | 0      | 1      | 1     |
| 65    | Ouzbékistan            | 0   | 0      | 1      | 1     |
| Total | Total                  | 200 | 202    | 222    | 624   |